# Saint-Erblon (Mayenne)
Saint-Erblon ist eine französische Gemeinde mit 154 Einwohnern (Stand: 1. Januar 2022) im Département Mayenne in der Region Pays de la Loire. Die Gemeinde gehört zum Kanton Cossé-le-Vivien im Arrondissement Château-Gontier. Die Einwohner werden Saint-Erblonnais genannt.

## Geografie
Saint-Erblon liegt etwa 46 Kilometer südwestlich von Laval. Umgeben wird Saint-Erblon von den Nachbargemeinden Congrier im Norden und Osten, Ombrée d’Anjou im Süden sowie Senonnes im Westen und Nordwesten.

## Bevölkerungsentwicklung
| Jahr                       | 1962 | 1968 | 1975 | 1982 | 1990 | 1999 | 2006 | 2019 |
| -------------------------- | ---- | ---- | ---- | ---- | ---- | ---- | ---- | ---- |
| Einwohner                  | 216  | 188  | 176  | 151  | 134  | 166  | 147  | 166  |
| Quellen: Cassini und INSEE |      |      |      |      |      |      |      |      |

## Sehenswürdigkeiten

Kirche Saint-Hermeland

- Kirche Saint-Hermeland